# Александр II Епірський
Александр II Епірський — цар Епіру, син Пірра і Ланасси, дочки сицилійського тирана Агафокла.

## Правління
Александр брав участь в Пірровій війні. Коли Пірр переправився з Італії на Сицилію, він залишив молодшого сина управляти в Локрах. Під час останнього походу свого батька на Пелопоннес Александр був призначений намісником Епіру.
Він змінив свого батька як царя в 272 р. до н. е. І продовжив війну, яку розпочав його батько з Антигоном II Гонатом, якого він зумів вигнати з Македонського царства. Однак він був скинутий з правління Македонським царством та Епіром Деметрієм II Етолійським, сином Антигона II Гоната та знайшов притулок серед акарнанів. За їх допомогою та за допомоги своїх підданих, котрі допомогли йому він повернув Епір. Є дані, що він був у союзі з етолійцями.
Александр одружився зі своєю сестрою по батькові Олімпією, від якої він мав двох синів, Пірра ΙΙ, Птоломея ΙΙ та дочку Фтію. Після смерті Александра, 239 р. до н. е. — 242 р. до н. е., Олімпія прийняла регентство від імені своїх синів і одружила Фтію на Деметрії II Етолійському.
Збереглися срібні та мідні монети цього царя. Одна з монет має зображення юнака, голова якого покрита шкірою голови слона. Зворотний бік зображує Афіна Паллада, що тримає спис в одній руці і щит в іншій, а перед ним стоїть орел на блискавці.